# 威爾遜·基普凱特
威爾遜·基普凱特（丹麥語：Wilson Kipketer，1972年12月12日—）是一位丹麥的田徑運動員。室內800公尺（1分42秒67）世界紀錄保持者。他曾分别在2000年奥运和2004年奥运获得一枚银牌和一枚铜牌。